# Breitingen
Breitingen – miejscowość i gmina w Niemczech, w kraju związkowym Badenia-Wirtembergia, w rejencji Tybinga, w regionie Donau-Iller, w powiecie Alb-Donau, wchodzi w skład związku gmin Langenau. Leży nad rzeką Lone, ok. 13 km na północ od Ulm.